# Fortifications de Montréal

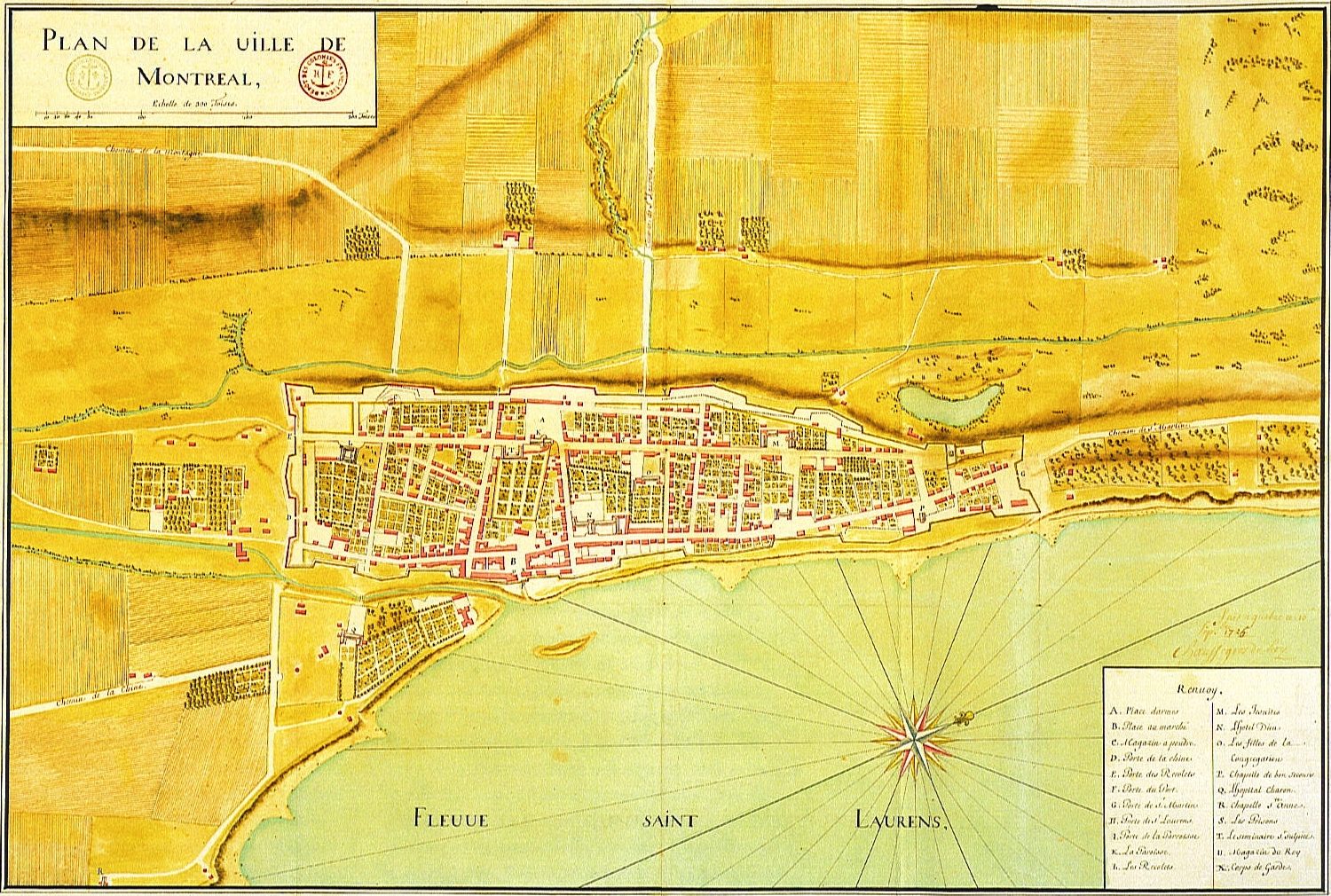
Gaspard-Joseph Chaussegros de Léry, ingénieur, Plan de la ville de Montréal, 10 septembre 1725. Plume, encre et lavis de couleur sur papier,. Archives Nationales (France), Centre des Archives d'Outre-mer, Aix-en-Provence, DFC, Amérique Septentrionale, no 475B.

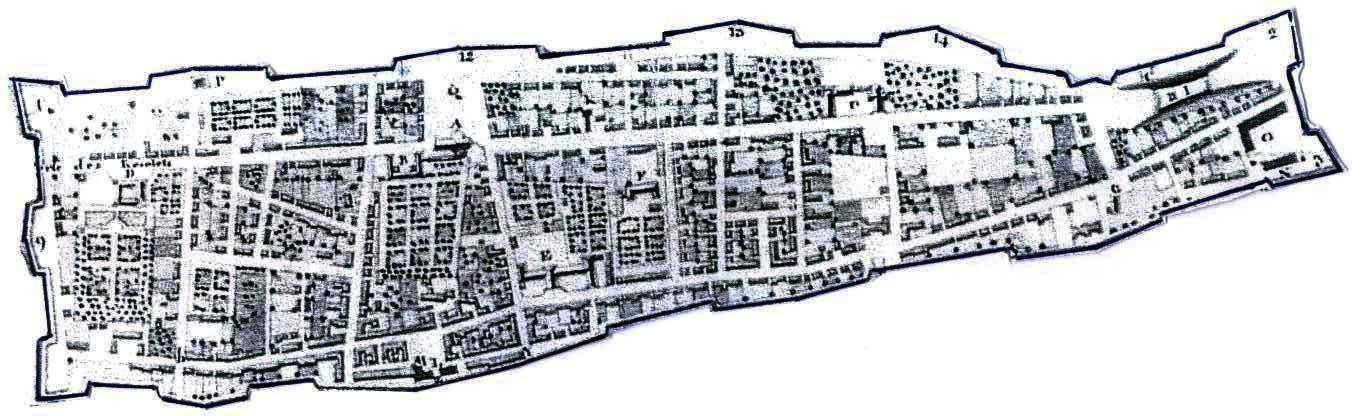
Découpage à partir du plan de Louis Franquet de 1752. On peut compter 14 bastions dont l'un est en forme de w.

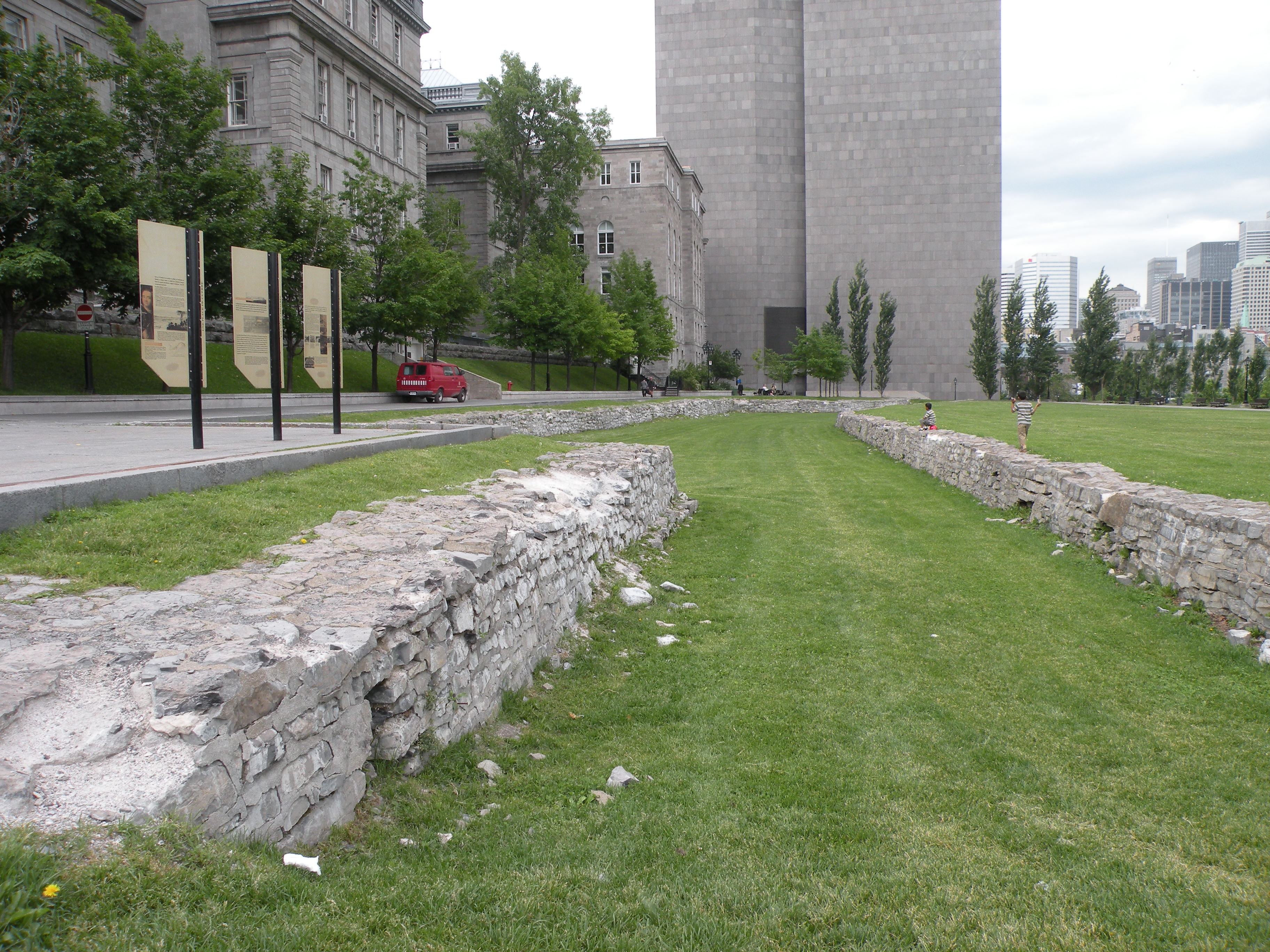
Les fortifications de nos jours.

Les fortifications de Montréal étaient un moyen de défense de la ville à l'époque du Régime français. Elles venaient remplacer les palissades en bois devenues obsolètes. 

## Histoire
Depuis la Grande paix de Montréal, la ville n'avait pas tant à craindre une attaque des Iroquois qu'une guerre de type européenne. Le roi étant enclin à cette idée, l'intendant Michel Bégon de la Picardière publie une ordonnance en 1713 pour la construction d'un mur de pierre.
Gaspard-Joseph Chaussegros de Léry arrive en 1716 pour réviser les plans de l'ingénieur militaire Josué Dubois Berthelot de Beaucours qui ne plaisaient pas au Conseil de la Marine. Le conseil approuve le nouveau projet en 1718. 

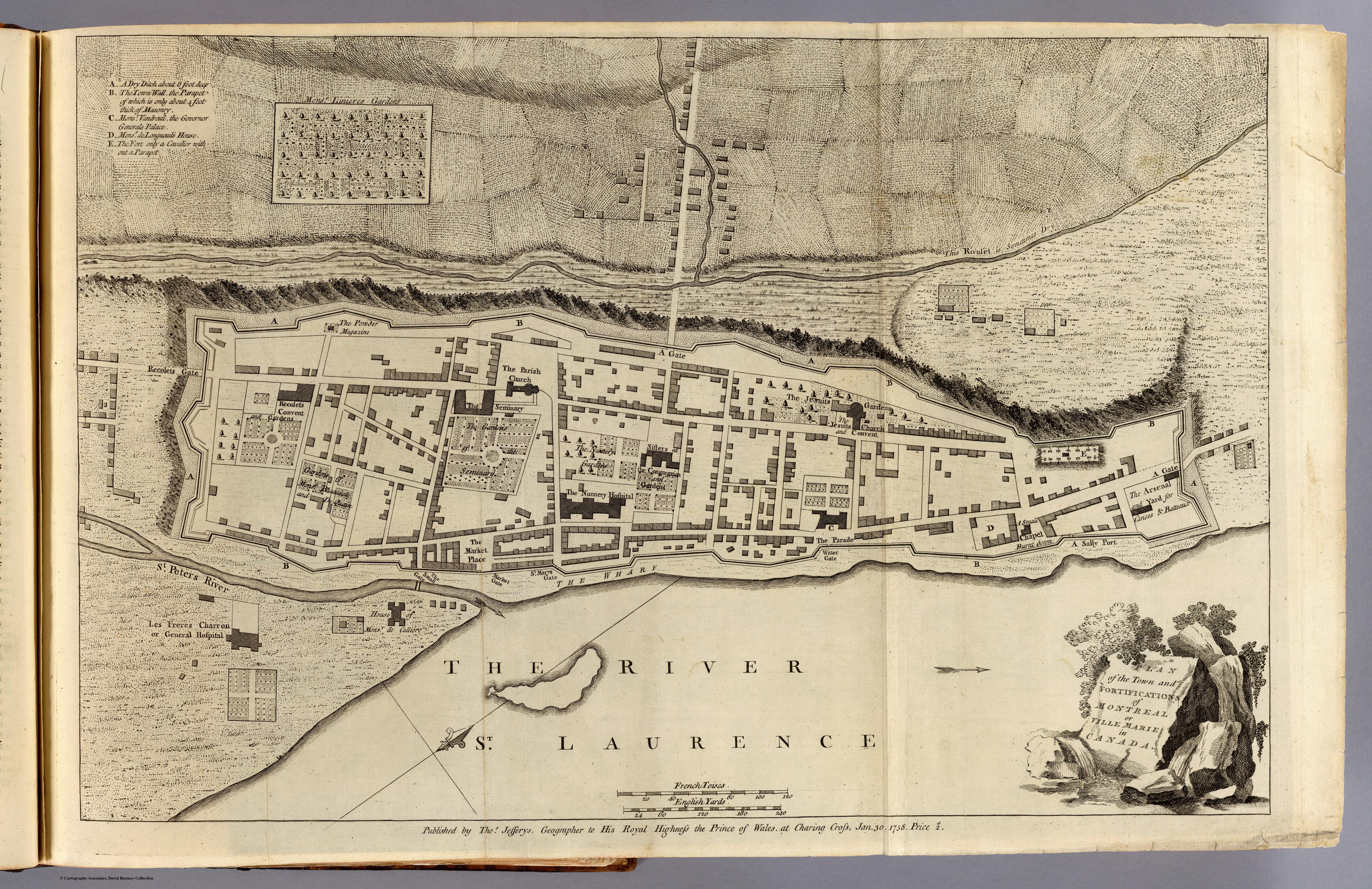
Plan de Montréal (1758) par Thomas Jefferys.

Leur construction fut achevée en 1744, toujours sous la supervision de Chaussegros de Léry. Elles demeureront jusqu'en 1801, moment où un acte pour abattre les anciens murs et fortifications sera promulgué.
La partie supérieure des murs a alors été démolie pratiquement totalement, les pierres étant réutilisées. Cependant, ses fondations ont été laissées dans le sol (ce qui était moins couteux que de les enlever) et il en existe des vestiges visibles au Champ-de-Mars, ainsi qu'au Musée de la Pointe-à-Callière. Le tracé du Vieux-Montréal suit d'ailleurs un tracé similaire à celui des anciennes fortifications, de nombreuses maisons ayant été construites sur ses anciennes fondations. Une ruelle, située au sud de la rue Saint-Antoine, se nomme toujours Ruelle des Fortifications.